# عروس بيروت (مسلسل)
عروس بيروت هو مسلسل درامي رومانسي لبناني، تم إنتاجه في لبنان وتركيا. وهو النسخة العربية اللبنانية من المسلسل التركي عروس إسطنبول. بطولة ظافر العابدين، كارمن بصيبص، تقلا شمعون، جو طراد، مرام علي، جاد أبو علي، فارس ياغي، رانيا سلوان، ميا سعيد ومجموعة أخرى من الممثلين. بدأ عرضه في 1 سبتمبر 2019.

## قصة المسلسل
تدور قصة المسلسل حول فارس الذي يتعرّف على ثريا بالصدفة ويُغرم بها، لكن والدته ليلى تقف حاجزًا بينهما، بسبب شخصيتها المتسلطة.

## مواسم
| موسم | موسم | عدد الحلقات | العرض الأول    | العرض الأول    |
| موسم | موسم | عدد الحلقات | بداية الموسم   | نهاية الموسم   |
| ---- | ---- | ----------- | -------------- | -------------- |
|      | 1    | 85          | 1 سبتمبر 2019  | 26 ديسمبر 2019 |
|      | 2    | 85          | 10 أكتوبر 2020 | 3 فبراير 2021  |
|      | 3    | 50          | 23 يناير 2022  | 30 مارس 2022   |

## الممثلون

### الجزء الأول
- ظافر العابدين-فارس
- كارمن بصيبص-ثريا
- تقلا شمعون-الست ليلى

- جو طراد-خليل
- محمد الأحمد-آدم
- مرام علي-نايا
- علاء الزعبي-طلال
- ضحى الدبس-اميرة
- لينا حوارنة- ربا
- مي صايغ
- فائق عرقسوسي
- فادي إبراهيم- عادل
- رانيا سلوان-داليا
- ماري تريز معلوف-رنا
- أيمن عبد السلام-عفيف
- فارس ياغي-هادي
- جاد أبو علي-جاد
- ميا سعيد-سارة
- نور علي -دينا
- ليا مباردي-بسمة
- سامي أبو حمدان
- علاء علاء الدين
- جنيفر عازار

### الجزء الثاني
- رفيق علي أحمد-عادل
- كارلا بطرس
- ريتا حرب-سيرين

### الجزء الثالث
- كارمن لبس
- نوال بري
- فيفيان أنطونيوس

## وصلات خارجية
- عروس بيروت على موقع IMDb (الإنجليزية)
- عروس بيروت على موقع قاعدة بيانات الأفلام العربية
- عروس بيروت على موقع كينوبويسك (الروسية)
- عروس بيروت على موقع قاعدة بيانات الفيلم (الإنجليزية)